# Прва савезна лига Југославије у хокеју на леду 1980/81.
Прва савезна лига Југославије у хокеју на леду 1980/81. је тридесетседмо првенство Југославије у хокеју на леду.
Првенство је одиграно по четвороструком лига систему (свако са сваким 4 утакмице), уз учешће 8 екипа.
За победу су се добијала 2, нерешено 1, а пораз 0 бодова.

## Екипе учеснице
| - Војводина - Јесенице - Медвешчак - Олимпија | - Партизан - Тиволи - Цеље - Црвена звезда |

## Табела
| Плас. | Екипа                  | ИГ | Д  | Н | И  | ГД  | ГП  | ГР   | Б  |
| ----- | ---------------------- | -- | -- | - | -- | --- | --- | ---- | -- |
| 1     | Јесенице, Јесенице     | 28 | 27 | 1 | 0  | 307 | 84  | +223 | 55 |
| 2     | Олимпија, Љубљана      | 28 | 21 | 1 | 6  | 306 | 76  | +230 | 43 |
| 3     | Цеље, Цеље             | 28 | 15 | 2 | 11 | 170 | 124 | +46  | 32 |
| 4     | Партизан, Београд      | 28 | 12 | 2 | 14 | 142 | 151 | -9   | 26 |
| 5     | Црвена звезда, Београд | 28 | 11 | 2 | 15 | 148 | 175 | -27  | 24 |
| 6     | Медвешчак, Загреб      | 28 | 11 | 1 | 16 | 125 | 162 | -37  | 23 |
| 7     | Тиволи, Љубљана        | 28 | 9  | 3 | 16 | 132 | 150 | -18  | 21 |
| 8     | Војводина, Нови Сад    | 28 | 0  | 0 | 28 | 59  | 469 | -410 | 0  |

ИГ = одиграо, Д = победио, Н = нешерио, И = изгубио, ГД = голова дао, ГП = голова примио, ГР = гол-разлика, Б = бодова
| Првак Прве савезна лиге Југославије у хокеју на леду 1980/81. |
| ------------------------------------------------------------- |
| Јесенице 19. Титула                                           |